# Stadion im. Ismeta Shabaniego
Stadion im. Ismeta Shabaniego (alb. Stadiumi Ismet Shabani) – wielofunkcyjny stadion sportowy w Uroševacu w Kosowie. Wykorzystywany jest głównie do gry w piłkę nożną. Swoje mecze rozgrywa na nim drużyna Superligi KF Ferizaj. Pojemność stadionu wynosi 2000 widzów.